# Алекос Атанасиадис
Александрос (Алекос) Теодору Атанасиадис (на гръцки: Αλέκος Αθανασιάδης) е гръцки политик, депутат от Общогръцкото социалистическо движение (ПАСОК).

## Биография
Алекос Атанасиадис е роден през 1949 година в кожанското село Пондокоми. Развива собствен бизнес, а през 90-те година на XX век е в началството на префектура Кожани. Женен е и има дъщеря. През 2000 година е избран за депутат от групата на ПАСОК. По време на мандата си е доста активено, но заради някой от изказванията му си навлича гнева на обществеността в Гърция. В 2012 година напуска ПАСОК и се присъединява към Независими гърци.